# Im Jae-hyuk
Im Jae-hyuk (hangul: 임재혁; nascido em 6 de maio de 1994), também escrito Lim Jae-hyeok, é um ator sul-coreano de meio período contratado pela Santa Claus Entertainment. Ele se tornou conhecido por sua interpretação de Yang Dae-su na série sul-coreana da Netflix All of Us Are Dead.

## Vida pessoal e carreira
Nascido em 6 de maio de 1994, Im Jae-hyuk se formou na Universidade Nacional de Artes da Coreia em 2016. Enquanto trabalhava como ator, Im teve três empregos de meio período - um operário de construção civil, um entregador de delivery e um mensageiro - para sustentar sua renda. Durante sua carreira de ator, ele atuou em filmes, musicais e dramas de TV, incluindo um papel não revelado na série dramática Alice da SBS de 2020.
Im apareceu mais tarde no webdrama coreano da Netflix All of Us Are Dead em 2022. Ele interpretou Yang Dae-su, um estudante obeso de bom coração, da Hyosan High School que aspira ser cantor. Como preparação para seu papel, Im ganhou 32 kg de peso e perdeu 25 kg depois que o show terminou de ser filmado. A interpretação de Im das cenas engraçadas do personagem e sua voz cantando ganharam cada vez mais atenção dos internautas, além da crescente popularidade do show.
Quando ele apareceu como convidado no You Quiz on the Block (apresentado por Yoo Jae-suk e Jo Se-ho), Im Jae-hyuk revelou que, apesar de sua crescente popularidade e seguidores no Instagram (que aumentaram para cerca de 787.000), ele ainda continua trabalhando em cinco empregos de meio período para complementar sua renda, pois ainda precisa pagar o aluguel e as despesas de subsistência. Ele também expressou que queria ser financeiramente independente depois de terminar o serviço militar, então ele manteve seus pais no escuro sobre suas lutas e fingiu estar bem; A mãe de Im teria derramado lágrimas ao descobrir nos jornais as experiências de trabalho de meio período e as dificuldades financeiras de seu filho.
Im alistou-se e serviu no Corpo de Fuzileiros Navais da República da Coreia em 2013, depois de ter sido reprovado nos exames de admissão à faculdade.

## Filmografia

### Séries de televisão
| Ano  | Título              | Personagem     |
| ---- | ------------------- | -------------- |
| 2020 | Alice               | Desconhecido   |
| 2022 | Summer Strike       | Dae-ho         |
| 2023 | Between Him and Her | Oh Min-hyuk    |
| 2025 | The Witch           | Kim Joong-hyuk |

### Webséries
| Ano  | Título                 | Personagem     |
| ---- | ---------------------- | -------------- |
| 2022 | All of Us Are Dead     | Yang Dae-su    |
| 2023 | Daily Dose of Sunshine | Kong Cheol-woo |

## Prêmios e indicações
| Associações        | Ano  | Categoria           | Nomeações          | Resultado |
| ------------------ | ---- | ------------------- | ------------------ | --------- |
| Asia Artist Awards | 2022 | Prêmio Ícone – Ator | All of Us Are Dead | Venceu    |